# سوافام پرایور
سوافام پرایور (به انگلیسی: Swaffham Prior) یک روستا و محله مدنی در بریتانیا است که در کمبریج‌شر شرقی واقع شده‌است. سوافام پرایور ۸۴۱ نفر جمعیت دارد.